# Georg Østerholt
Georg Østerholt   (Gjerstad, 13 de desembre de 1892 - Bergen, 20 de setembre de 1982) fou un saltador amb esquís noruec que va competir durant la dècada de 1920. En el seu palmarès destaca una medalla de bronze en la prova de salt d'esquí del Campionat del món d'esquí nòrdic de 1926.